# بیدار شو (ترانه هیلاری داف)
«بیدار شو» تک‌آهنگی از هنرمند اهل ایالات متحده آمریکا هیلاری داف است که در ۱۲ ژوئیه ۲۰۰۵ منتشر شد. این تک‌آهنگ در آلبوم تحت تعقیب (آلبوم هیلاری داف) قرار داشت.
این تک‌آهنگ در چارت‌های، ایتالیا، بریتانیا، نروژ، اسپانیا جزو ده ترانه اول قرار گرفت.